# Bataille d'Hundheim
Guerre austro-prussienne
Batailles
- front austro-prussien

- Hühnerwasser
- Podol
- Trautenau
- Nachod
- Langensalza
- Oswiecim
- Münchengrätz
- Soor
- Skalitz
- Gitschin
- Königinhof
- Schweinschædel
- Sadowa (Königgrätz)
- Dermbach
- Kissingen
- Frohnhofen
- Aschaffenbourg
- Hundheim
- Blumenau
- Tauberbischofsheim
- Werbach
- Helmstadt/Uettingen
- Gerchsheim
- Uettingen/Roßbrunn/Hettstadt

- front austro-italien

- Custoza
- Val Vestino
- Cimego
- Pieve di Ledro
- Monte Nota
- Monte Suello
- Lissa
- Bezzecca
- Primolano
- Borgo
- Cimego
- Levico
- Versa

La bataille d'Hundheim a lieu pendant la guerre austro-prussienne dans le cadre de la campagne du Main le 23 juillet 1866 entre l'Alliance prussienne et l'armée fédérale allemande.

## Contexte
Après son invasion de Francfort, le commandant de l'armée principale prussienne, Vogel von Falckenstein, est rappelé et remplacé par Edwin von Manteuffel. De plus, l'armée est portée à 60 000 hommes. Après avoir traversé l'Odenwald, des batailles ont lieu jusqu'au 25 juillet avec des unités badoises, hessoises et wurtembergeoises du 8e corps d'armée de l'armée fédérale dans la région de la Tauber.
Composé de quatre divisions, le 8e corps fédéral sous le commandement d'Alexandre de Hesse-Darmstadt se répartit entre les lieux suivants le jour de la bataille :
1. 1re division (wurtembergeoise) près de Tauberbischofsheim sous le commandement du lieutenant-général Oskar von Hardegg avec la brigade Hegelmaier avancée à Külsheim-Wolferstetten
2. 2e division (badoise) sur l'aile droite près de Hundheim sous le commandement du  lieutenant-général prince Guillaume de Bade
3. 3e division (grand-ducale de Hesse) à Hardheim et Schweinberg sous le commandement du lieutenant-général von Perglas
4. 4e division (austro-nassauvienne (de)) sur l'aile gauche près de Külsheim sous le commandement du lieutenant-maréchal Erwin von Neipperg

Le 7e corps d'armée de l'armée fédérale est formé par l'armée bavaroise. Ce corps, dirigé par le prince Charles de Bavière, est basé dans la région de Wurtzbourg. Charles de Bavière est également le commandant en chef des troupes fédérales dans le sud de l'Allemagne (= armée d'Allemagne de l'Ouest) et l'objectif est de mener les deux corps fédéraux ensemble à la bataille contre l'armée prussienne du Main.
L'armée prussienne du Main se compose de trois divisions sous le commandement d'Edwin von Manteuffel
- 13e division d'infanterie sous le commandement du lieutenant-général August Karl von Goeben - avance sur Amorbach
- division combinée sous le commandement du général de division Gustav Friedrich von Beyer - avance sur Miltenberg
- division combinée sous le commandement du général de division Eduard Moritz von Flies - avance sur Nassig et Hundheim

## Unités impliquées
Lors de cette bataille locale du 23 juillet 1866 (environ trois semaines après la bataille décisive de Sadowa) à Hundheim, le régiment d'infanterie de Saxe-Cobourg-Gotha avec la division combinée prussienne Flies commandée par le colonel Hermann von Fabeck (de), rencontre la division badoise commandée par le prince Guillaume de Bade.
Le régiment d'infanterie de Saxe-Cobourg-Gotha a deux bataillons d'infanterie. La brigade reçoit le soutien d'un escadron du 6e régiment de dragons et de deux canons, de sorte qu'environ 1300 hommes sont déployés.
De la division badoise, la 1re brigade d'infanterie est entrée en action avec cinq bataillons, ainsi que deux divisions d'artillerie - environ 4500 hommes.

Ordre de bataille des unités participantes à une représentation contemporaine :

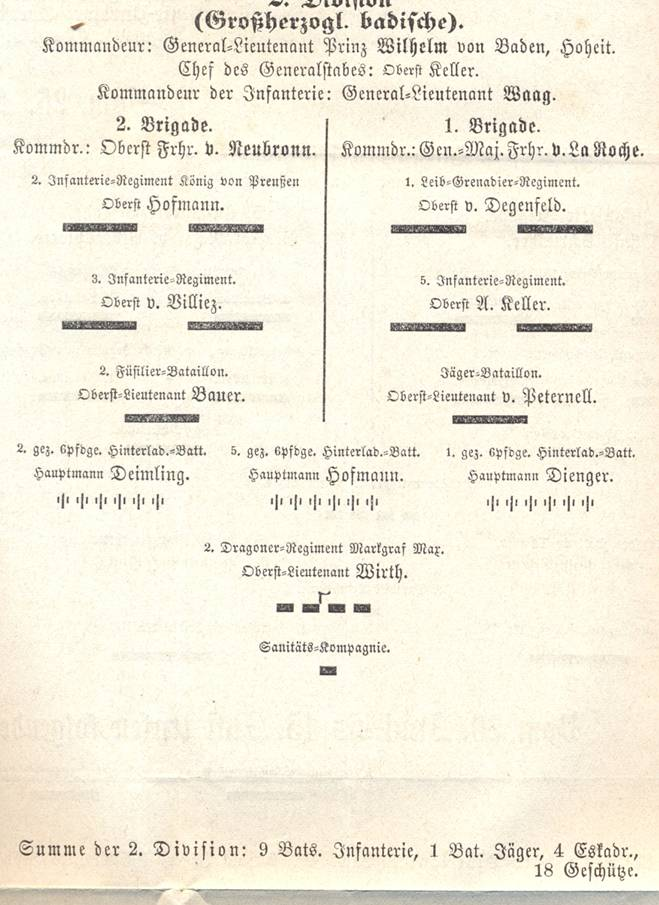
2e division badoise du 7e corps d'armée fédéral 1866
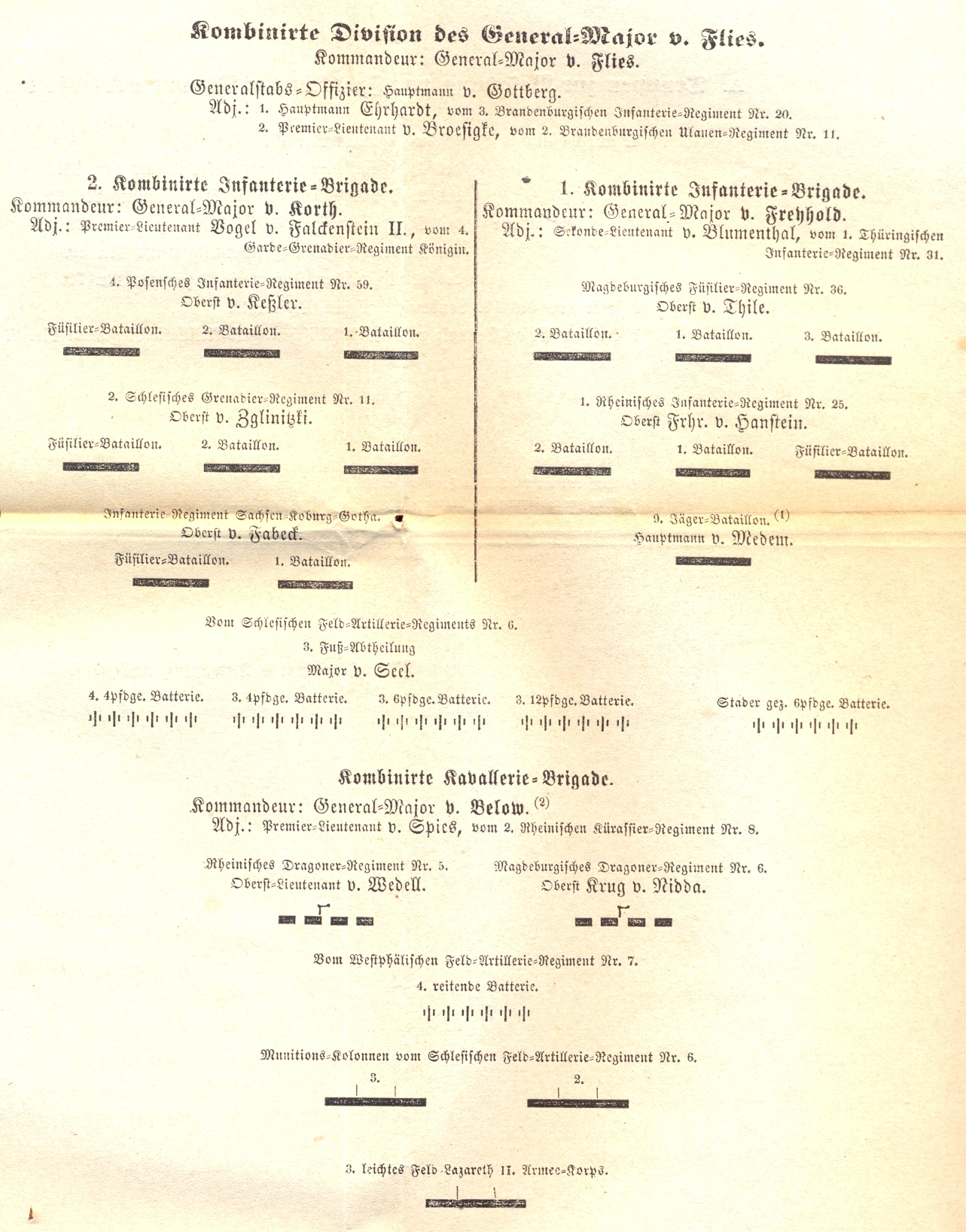
Division combinée Flies dans l'armée du Main prussienne 1866

## Situation initiale
Déjà le soir du 22 juillet, le prince Guillaume établit des avant-postes à Freudenberg et Eichenbühl et occupe Hundheim. Le 23 juillet, la 1re brigade badoise sous les ordres du Generalmajor baron von La Roche (de) entre dans Hundheim. La 2e brigade sous les ordres du colonel baron von Neubronn se tient prête à intervenir au sud, près de Steinbach. Des détachements plus petits se tiennent près de Wertheim pour assurer la liaison avec le 7e corps d'armée.
La division prussienne combinée sous le commandement du général de division Eduard Moritz von Flies se trouve le 22 juillet à Laudenbach et avance le 23 via Miltenberg. L'objectif est d'avancer jusqu'à Nassig et de sécuriser la route dans la vallée du Main, tandis que l'aile droite doit occuper Hundheim.

## Déroulement de la bataille d'Hundheim
Après avoir reçu des nouvelles de l'avancée prussienne via Miltenberg, La Roche envoie deux compagnies et deux canons dans les bois à Tiefentaler Hof (sur la route de Neunkirchen ) et une demi-compagnie à Sonderriet. Après 16 heures, La Roche lui-même s'avance vers Nassig avec le 5e régiment d'infanterie et le 2e bataillon du régiment de grenadiers, ainsi qu'un détachement d'artillerie pour faire une reconnaissance. À la hauteur de Sonderriet, La Roche remarque les Prussiens qui avancent sur Neunkirchen et se retourne vers Hundheim. Flies laisse sa force principale poursuivre sa marche vers Nassig en passant par Sonderriet. Le colonel Fabeck doit occuper Hundheim avec les deux bataillons du régiment d'infanterie de Saxe-Cobourg-Gotha, deux pièces d'artillerie et un escadron du 6e régiment de dragons.
Dans la forêt à l'est du Tiefentaler Hof, un premier échange de tirs a lieu entre la cavalerie magdebourgeoise et l'infanterie badoise. L'infanterie cobourgeoise se tourne alors vers le Birkhof. Une vive fusillade s'engage dans la zone forestière Hintere Stauden située à cet endroit. À l'aide de leurs canons, les Cobourg peuvent repousser le 2e bataillon du 5e régiment badois en direction d'Ernsthof. La cavalerie magdebourgeoise veut alors poursuivre l'infanterie badoise. Mais entre-temps, le 1er bataillon du 5e régiment est sur le champ de bataille et d'autres unités de la 1re brigade arrivent de Hundheim. Fabeck replie la cavalerie et l'artillerie dans leurs positions de départ et rassemble également son infanterie près du Tiefentaler Hof, où il se limite à défendre sa position. Les Badois pilonnent un moment ces positions avec leur artillerie, mais ne lancent pas de contre-attaque.

## Conséquences
Le prince Alexandre n'envoie pas à la division badoise les renforts souhaités, car il attend également des unités prussiennes plus importantes en provenance de Walldürn. La division badoise reçoit l'ordre de retourner à Külsheim cette nuit-là et se rend à Werbach le lendemain. L'ensemble du 8e corps d'armée se retire derrière la ligne de la Tauber.

## Monuments

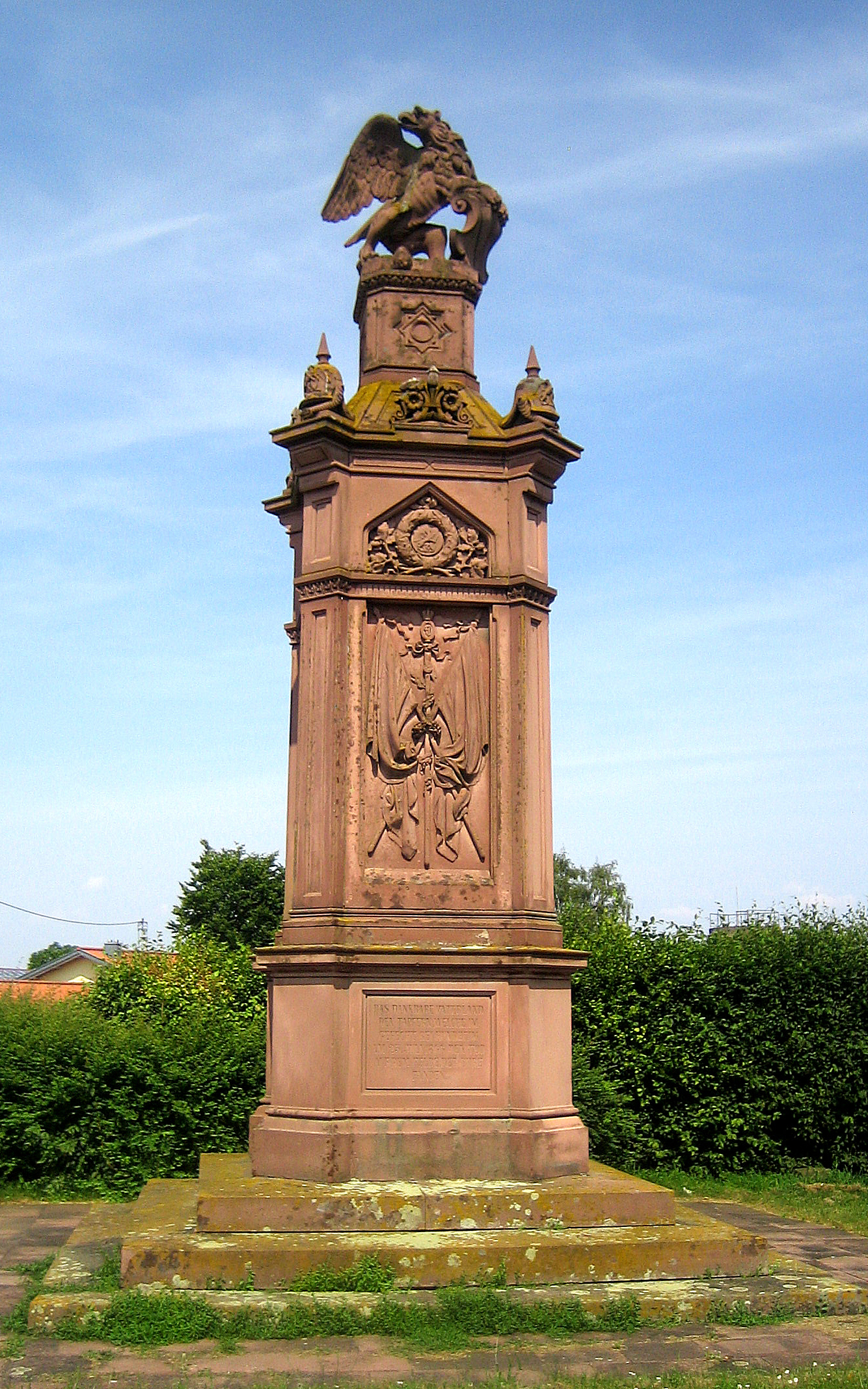
Mémorial aux soldats badois tombés au « village commémoratif » près d'Hundheim
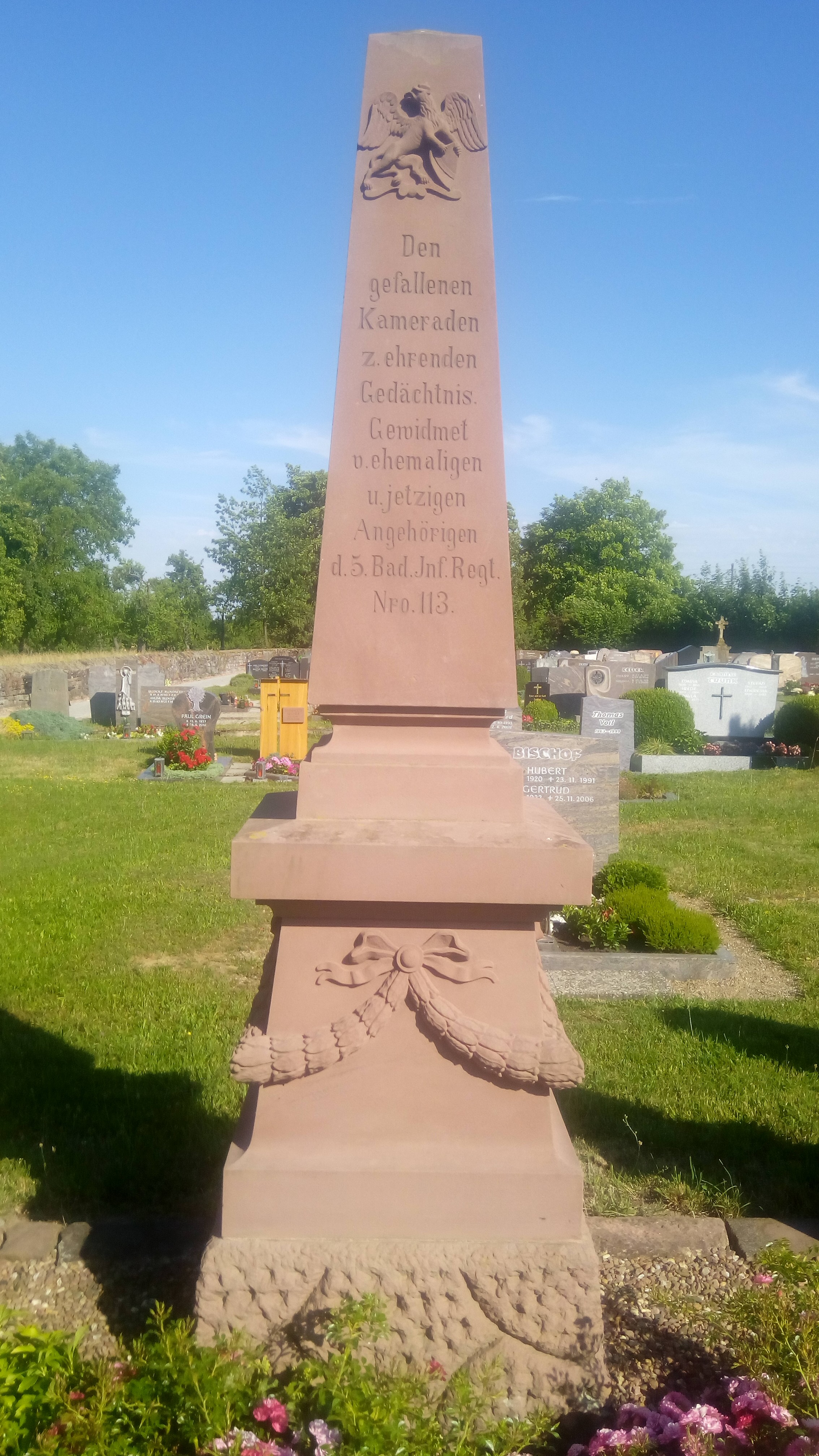
Mémorial de cimetière d'Hundheim
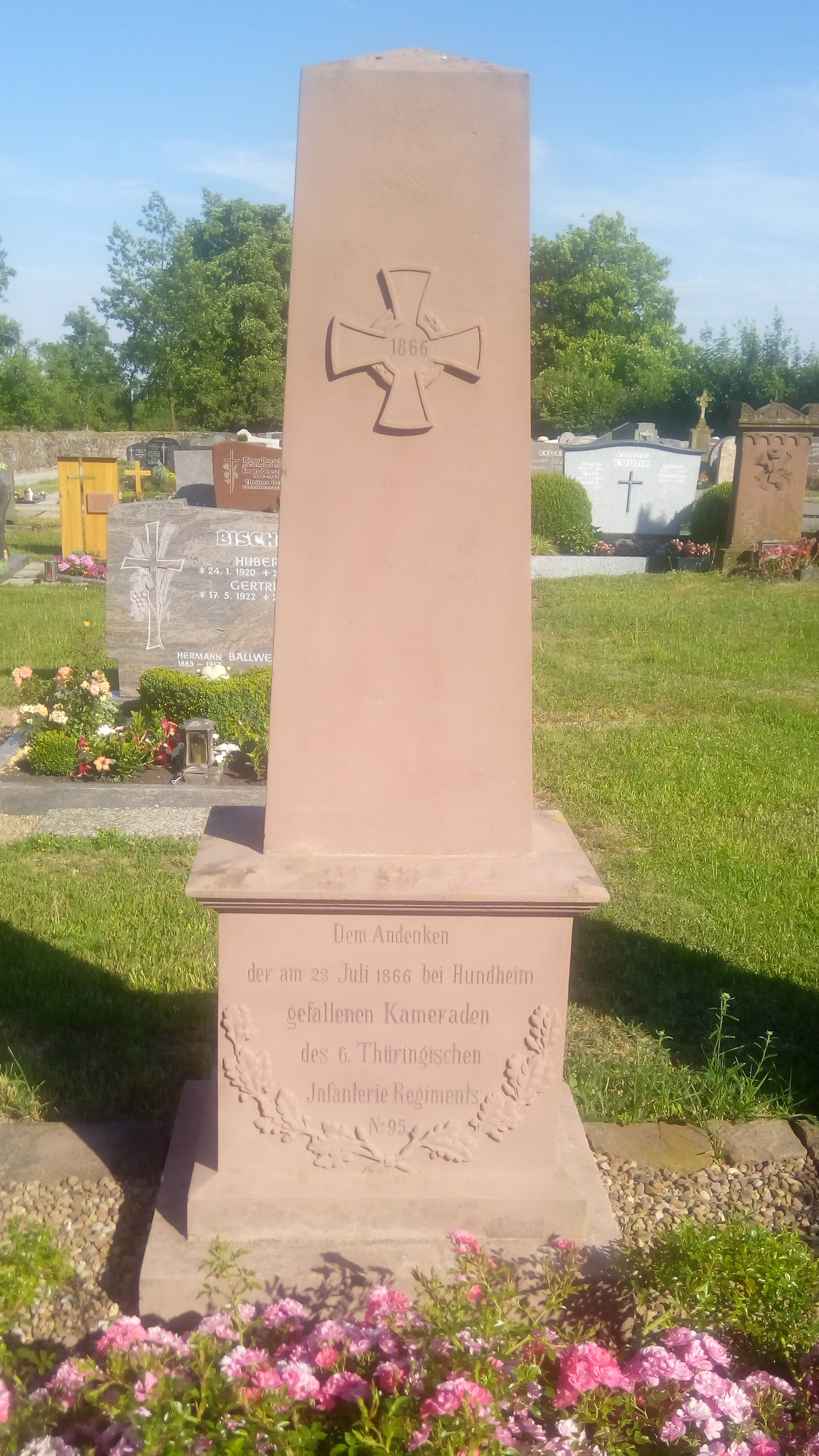
Mémorial de Cimetière de Hundheim
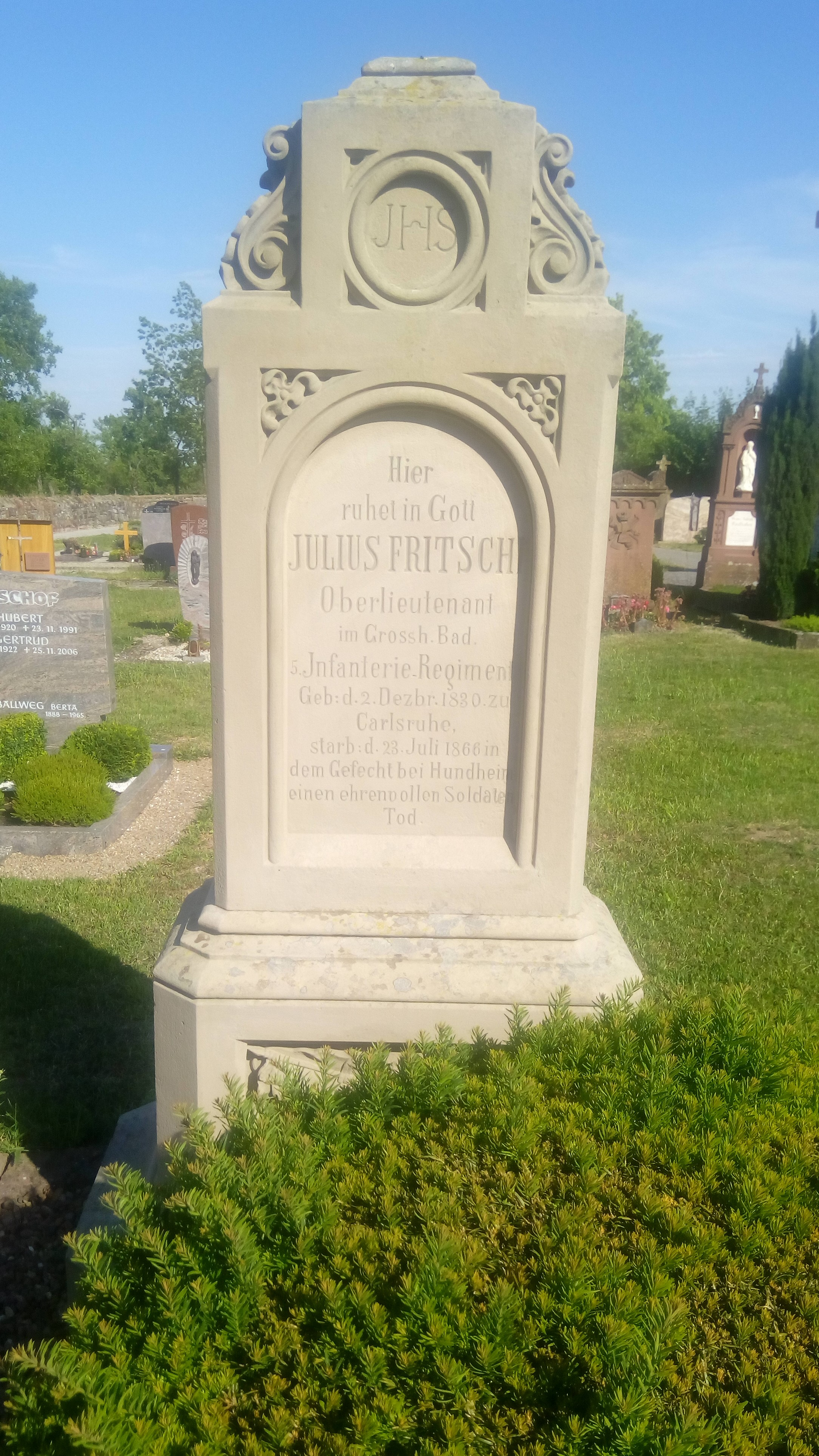
Tombe d'un soldat au cimetière d'Hundheim
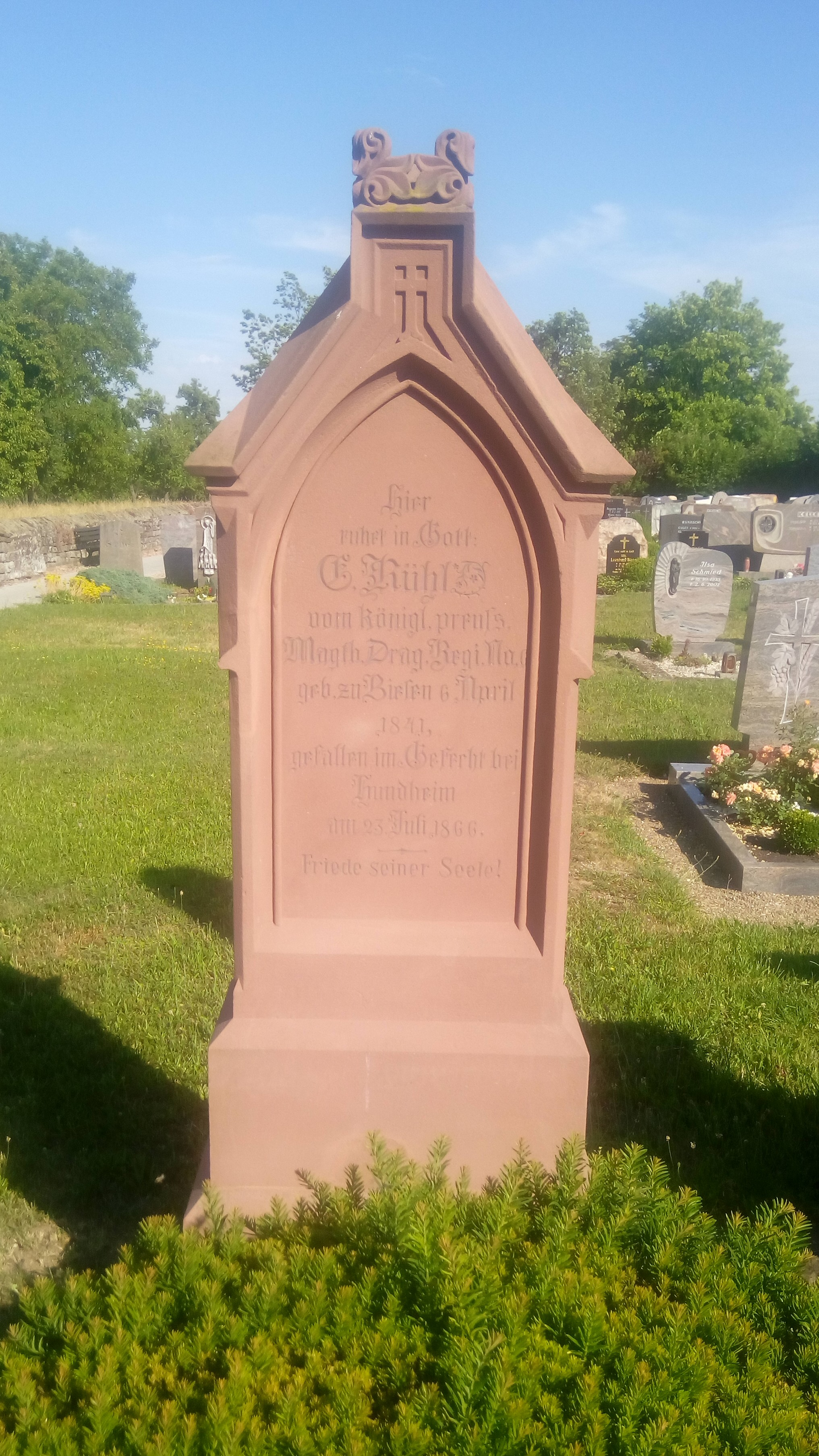
Tombe d'un soldat au cimetière d'Hundheim
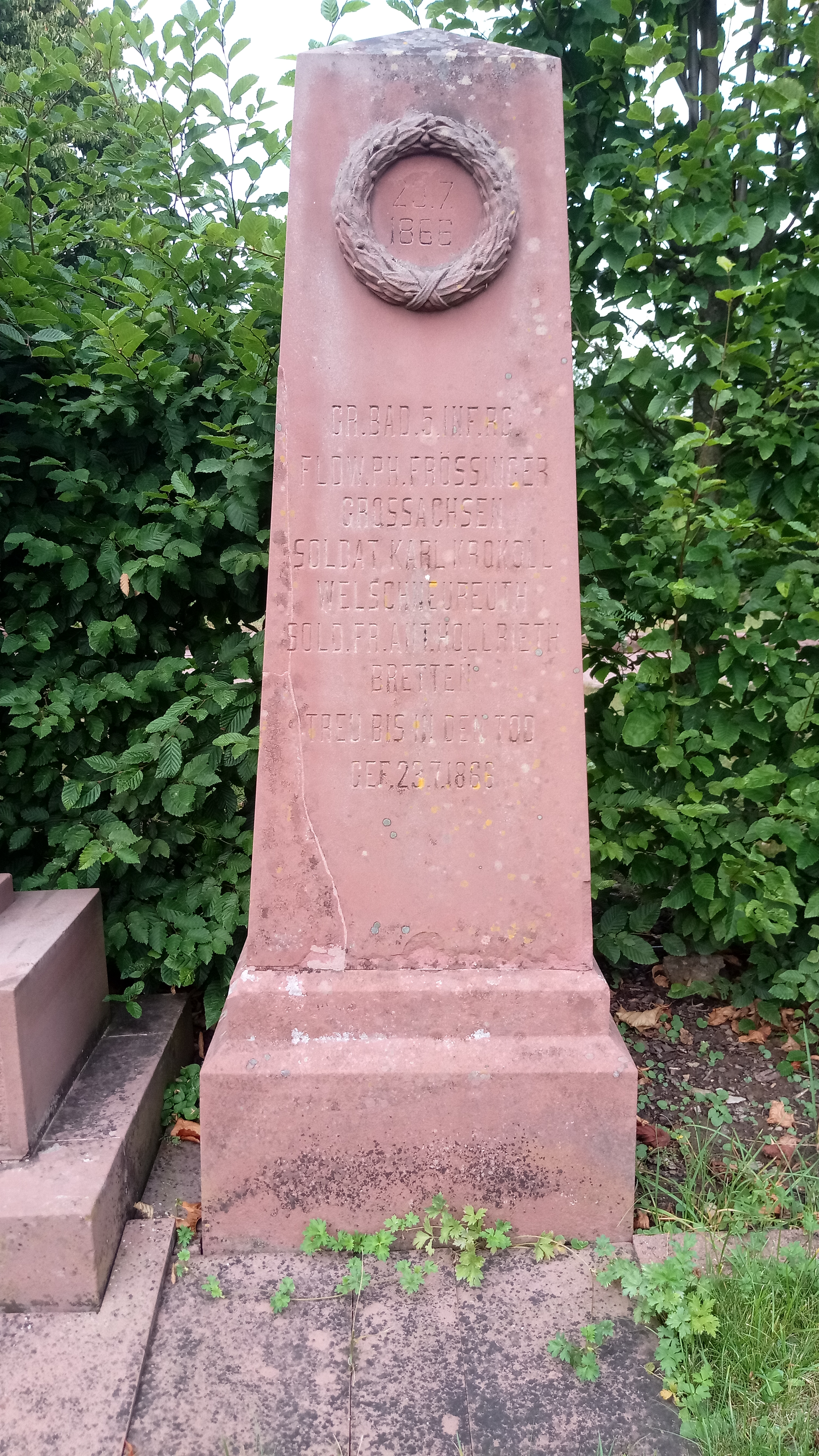
Tombes de trois soldats badois au cimetière de Sonderriet
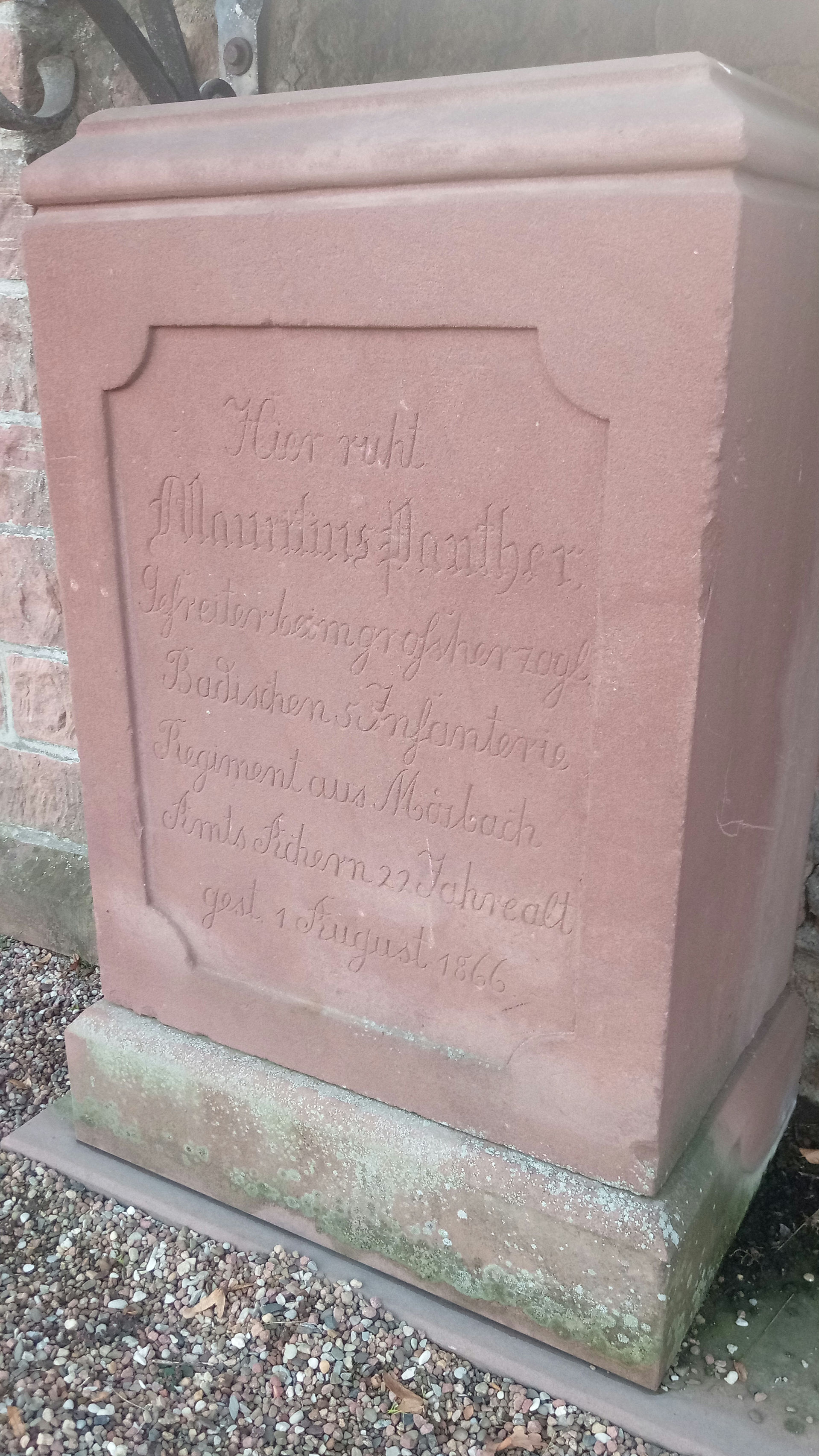
Pierre tombale du caporal badois Panther au cimetière catholique de Kleinheubach